# ALLOS

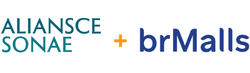
Logotipo da fusão entre Aliansce Sonae e brMalls.

A ALLOS (B3: ALOS3) é a maior administradora de shopping centers do Brasil, resultado da fusão entre a Aliansce Sonae e brMalls, em janeiro de 2023.A empresa administra um portfólio de mais de 50 shopping centers localizados em todas as regiões do país, dos quais 53 são próprios. Os shoppings da ALLOS são considerados referências em suas respectivas áreas, atuando como centros de compras, serviços, entretenimento e lifestyle.
Esses shoppings movimentam aproximadamente R$ 48 bilhões ao ano e, com a fusão, a companhia alcançou 2,5 milhões de metros quadrados de Área Bruta Locável (ABL). Os shoppings da ALLOS recebem cerca de 12 milhões de visitantes por mês, resultando em mais de 40 milhões de visitas mensais.
A empresa também possui um potencial construtivo de mais de 7 milhões de m² em desenvolvimento imobiliário, com projetos multiúso que incluem torres residenciais, comerciais, hotéis e hospitais. Em 2024, 49 torres estavam em construção ao redor de seus shoppings em seis estados brasileiros.

## História
A Aliansce foi fundada em 1975 pelo empreendedor Newton Rique, começando suas atividades sob o nome Nacional Iguatemi com a inauguração do Shopping da Bahia, o primeiro shopping do Nordeste e o quarto do Brasil. Em 2004, foi criada a Aliansce Shopping Centers, resultado de uma joint venture entre a Nacional Iguatemi e a General Growth Properties (GGP), uma empresa norte-americana.
Em agosto de 2019, ocorreu a fusão das empresas Aliansce Shopping Centers e Sonae Sierra Brasil. A operação somou os então 31 empreendimentos da Aliansce aos 9 da Sonae, totalizando 40 shoppings.
A brMalls foi criada em 2006 após a compra, pelas GP Investimentos e Equity Internacional, das empresas ECISA, EGEC e Dacom, que atuavam na construção civil e desenvolvimento de shopping centers.
No início de 2023, a Aliansce Sonae e brMalls se fundiram, consolidando a empresa como a maior administradora de shoppings do Brasil. A fusão foi conduzida por Rafael Sales, CEO da Aliansce, e a brMalls tornou-se subsidiária integral da Aliansce Sonae. Em agosto de 2023, a nova marca ALLOS foi apresentada após um processo de branding. O nome foi inspirado na palavra grega "allelon", que significa "da mesma natureza, da mesma qualidade".

## Crescimento e Dividendos
No primeiro ano após a fusão entre Aliansce Sonae e brMalls, a ALLOS registrou uma variação positiva de 60% no preço de suas ações. No início de 2024, a empresa pagou R$ 612 milhões em dividendos, um valor recorde para a companhia e acima dos seus pares listados.

## Sustentabilidade
A ALLOS foi a primeira empresa do setor de shopping centers no Brasil a formalizar compromissos de sustentabilidade. Todos os seus shoppings utilizam 100% de fontes renováveis de energia. A empresa estabeleceu metas para 2030, que incluem o uso integral de energia limpa, compostagem de 100% dos resíduos orgânicos e a implementação de projetos de reuso de água em todo o portfólio. A companhia também visa alcançar a neutralidade de carbono até 2040.

## Reconhecimentos
Em 2024, a ALLOS foi eleita "Empresa do Ano" pela Revista Exame e venceu a categoria "Imobiliário e Construção Civil" no ranking Maiores e Melhores. Também foi reconhecida no ranking Valor 1000, na categoria "Empreendimentos Imobiliários". A ALLOS faz parte do Índice de Sustentabilidade Empresarial (ISE) da B3 e obteve a melhor avaliação do setor no Carbon Disclosure Project (CDP). A empresa também é signatária do Pacto Global da ONU e do Conselho Empresarial Brasileiro para o Desenvolvimento Sustentável (CEBDS), além de ser reconhecida com o selo I-Diversa (B3) e o selo ouro do GHG Protocol.